# Takhtajania
Takhtajania is een geslacht uit de familie Winteraceae. Het geslacht telt slechts een soort, die endemisch is op Madagaskar. Het is een kleine groenblijvende boom of struik, die aangetroffen wordt in een klein gebied in de subtropische bossen van Madagaskar.

## Soorten
- Takhtajania perrieri (Capuron) Baranova & J.-F.Leroy

... · 
Drimys · 
Pseudowintera · 
Takhtajania · 
Tasmannia · 
Zygogynum · 
...